# La Chapelle-Saint-Sauveur (Saona y Loira)
 La Chapelle-Saint-Sauveur  es una población y comuna francesa, en la región de Borgoña, departamento de Saona y Loira, en el distrito de Louhans y cantón de Pierre-de-Bresse.

## Demografía
| 927 | 824 | 743 | 668 | 691 | 639 |
| Para los censos de 1962 a 1999 la población legal corresponde a la población sin duplicidades (Fuente: INSEE [Consultar]) |     |     |     |     |     |